# St. Maria Rosenkranz (Hollenstede)

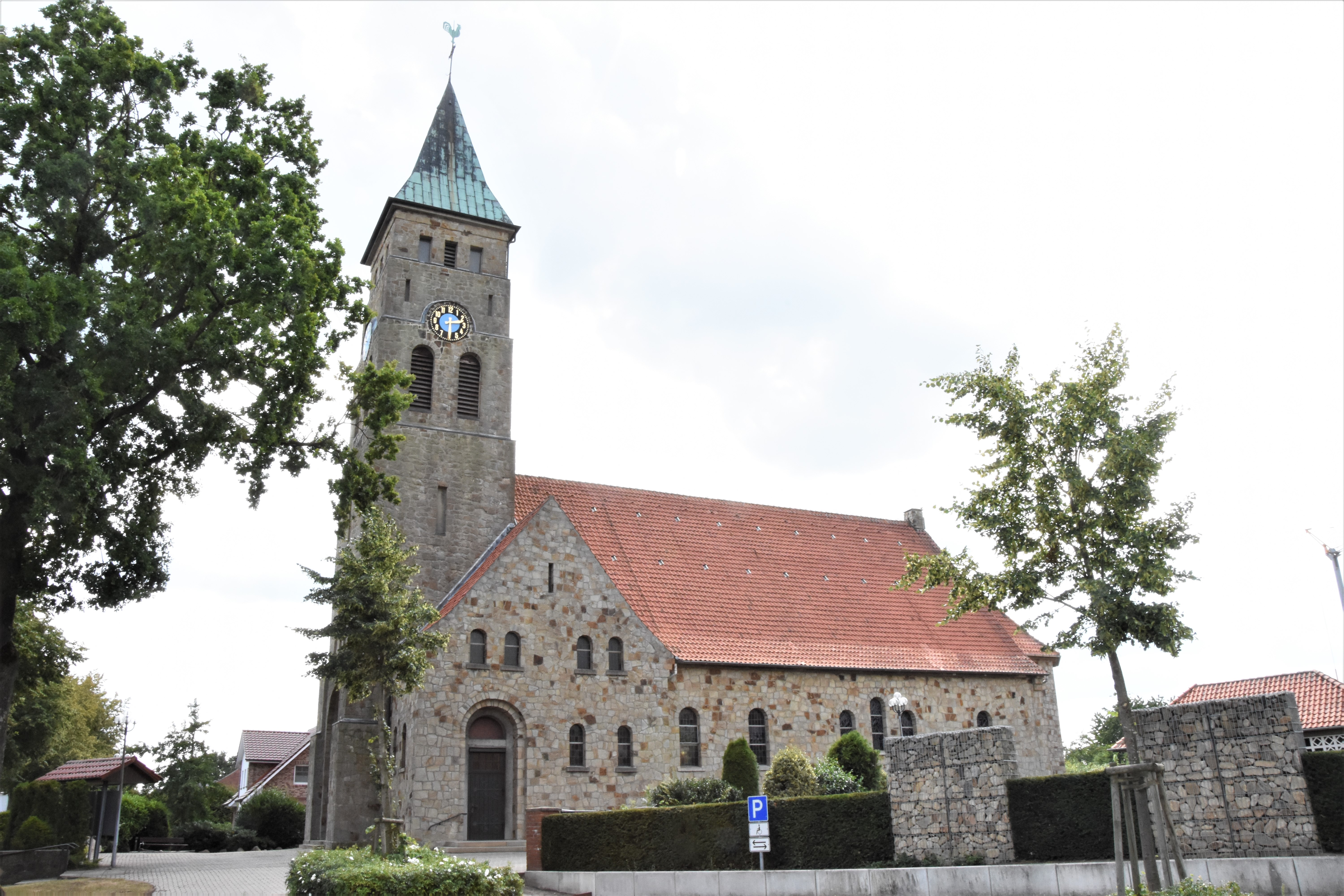
St. Maria Rosenkranz

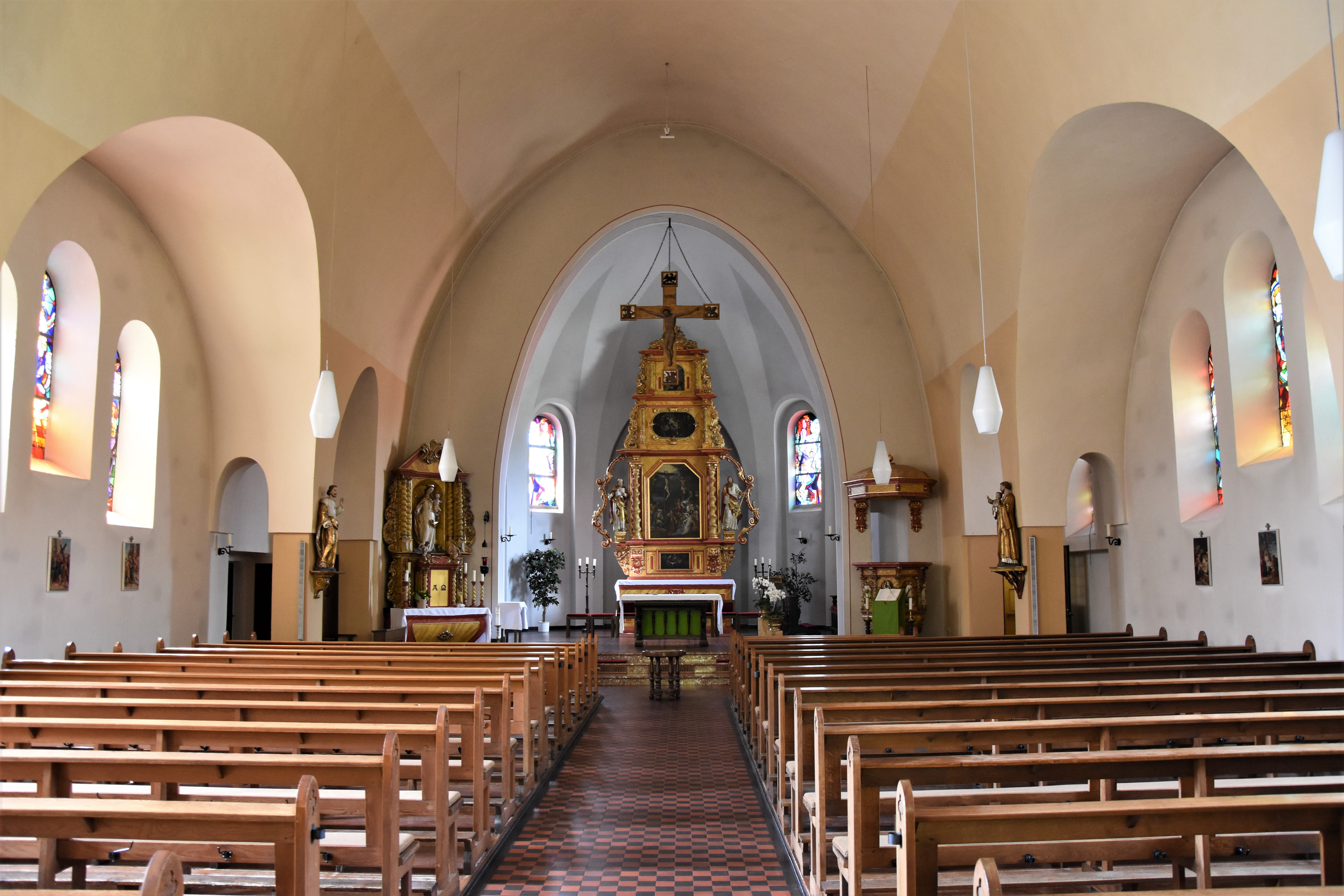
Innenansicht

Die römisch-katholische Pfarrkirche St. Maria Rosenkranz steht in Hollenstede, einem Ortsteil der Stadt Fürstenau im Landkreis Osnabrück in Niedersachsen. Die Kirchengemeinde gehört zur Pfarreiengemeinschaft Fürstenau-Berge-Grafeld-Hollenstede-Schwagstorf im  Dekanat Osnabrück-Nord des Bistums Osnabrück.

## Beschreibung
Die Grundsteinlegung der neuromanischen, aus Zyklopenmauerwerk errichteten Saalkirche war 1925, die Einweihung fand am 6. Juni 1929 statt. Der quadratische Kirchturm im Osten ist in einem Westwerk integriert. Daran schließt sich das Langhaus mit einer fünfseitigen Apsis im Westen an. Den wertvollen Hochaltar, die Kanzel und das Triumphkreuz der alten Johanniskirche schenkte die Stadt Osterode am Harz 1928 der Kirchengemeinde für ihre neu erbaute Kirche. Das romanische Taufbecken aus Bentheimer Sandstein, das zuvor in der Kapelle in Schwagstorf, einem Ortsteil der Stadt Fürstenau, stand, wurde nach der Restaurierung in der Kirche aufgestellt.